# Se upp för Ellie
Se upp för Ellie (engelska: Watching Ellie) är en amerikansk komediserie från 2002–2003 producerad av NBC. Den består av två säsonger med sammanlagt 16 avsnitt. Serien skapades av Brad Hall för hustrun Julia Louis-Dreyfus, hennes första sitcom efter succén med Seinfeld.

## Handling
Eleanor "Ellie" Riggs är en barsångerska i Los Angeles som drömmer om att bli en riktig jazzvokalist. Kring Ellie finns hennes syster Susan, hennes säregna men välmenande granne Ingvar från Sverige, hennes gifte älskare Ben och den ständigt uppdykande expojkvännen Edgar.

## Rollista (i urval)
- Julia Louis-Dreyfus – Eleanor "Ellie" Riggs
- Lauren Bowles – Susan Riggs-Reyer
- Steve Carell – Edgar Price
- Darren Boyd – Ben Raffield
- Sherilyn Fenn – Vanessa Raffield
- Peter Stormare – Ingvar
- Don Lake – Dr Zimmerman

## Om serien
Ellies syster Susan spelas av Julia Louis-Dreyfus syster Lauren Bowles. Tretton avsnitt filmades för säsong ett, men tre av dem har aldrig visats. Första säsongens tio avsnitt filmades med endast en kamera och utspelades i realtid, 22 minuter när reklamtid räknats bort. En timer räknar ned tiden i ett hörn av tv-bilden. Andra säsongens sex avsnitt har ett mer traditionellt sitcomformat.